# 2033 Basilea
Basilea (asteróide 2033) é um asteróide da cintura principal, a 1,9790798 UA. Possui uma excentricidade de 0,1107022 e um período orbital de 1 212,58 dias (3,32 anos).
Basilea tem uma velocidade orbital média de 19,9657081 km/s e uma inclinação de 8,46293º.
Esse asteróide foi descoberto em 6 de Fevereiro de 1973 por Paul Wild.